# Šebreki
Šebreki is een plaats in de gemeente Karlovac in de Kroatische provincie Karlovac. De plaats telt 0 inwoners (2001).